# Hélène Schmitt
Pour les articles homonymes, voir Schmitt.
 (septembre 2018).
Si vous disposez d'ouvrages ou d'articles de référence ou si vous connaissez des sites web de qualité traitant du thème abordé ici, merci de compléter l'article en donnant les références utiles à sa vérifiabilité et en les liant à la section « Notes et références ».
Hélène Schmitt est une violoniste française, spécialiste de musique baroque.

## Biographie
Hélène Schmitt révèle une passion pour les cultures germanique et italienne, reflétées dans sa discographie et ses activités sur la scène musicale. Son répertoire comprend la littérature pour violon des XVIIe, XVIIIe et XIXe siècles, avec basse continue, clavecin ou pianoforte, mais aussi du répertoire contemporain : la compositrice Florentine Mulsant, entre autres, lui dédie deux œuvres pour violon seul (Sonate de concert pour violon seul, op. 45 et Suite pour violon seul, op. 50).
Elle étudie le violon auprès de Jean-Claude Bernède, à l’École normale de musique de Paris mais également et pendant des années auprès de Dominique Hoppenot et Veda Reynolds. C’est à la Schola Cantorum de Bâle en Suisse qu’elle se forme ensuite à la musique ancienne, étudiant le violon baroque auprès de Chiara Banchini, mais c’est auprès de Reinhard Goebel qu’elle approfondit son jeu, à Cologne, où elle choisit de vivre durant dix ans avant de revenir en France.
Lauréate de trois prix internationaux : Bruges, Amsterdam et Melk, elle est gratifiée en novembre 2010 du Prix de la Fondation Del Duca, de l’Académie des beaux-Arts, à Paris.
La violoniste montre une prédilection pour la musique de chambre ; en 2009 elle fonde l’Ensemble Luceram, ensemble de cordes, qu’elle dirige du violon. L’Ensemble Luceram se dédie au répertoire baroque et classique et collabore souvent[réf. nécessaire] avec la soprano italienne Raffaella Milanesi.
Elle a enseigné le violon baroque au CRR[Quoi ?] de Toulouse, à la Haute École de musique de Genève, et a dirigé sept ans la classe de violon baroque au CRR[Quoi ?] de Boulogne-Billancourt. Elle joue et enregistre avec de nombreux ensembles où elle est invitée comme Premier violon[réf. nécessaire]. Elle fait régulièrement[réf. nécessaire] partie des jurys des concours internationaux, tels le Concours International Biber (Biberwettbewerb) ou le Concours International Van Vlaanderen Bruges.
Hélène Schmitt se produit en soliste sur toutes les scènes et festivals européens ainsi qu'en Asie, aux États-Unis et au Mexique. Elle a donné l’intégrale des Sonates et partitas pour violon seul de Jean-Sébastien Bach en tournée de récitals à Paris, Berlin, Riga, Lisbonne, Tokyo, Nagoya, Osaka, San Francisco, San Diego et New York. Depuis son enregistrement consacré aux Sonates du Rosaire de Biber (Aeolus, 2016), elle est régulièrement[réf. nécessaire] invitée à les jouer en Europe.
Elle est l’invitée régulière d’émissions et de portraits sur les radios françaises telles France-Musique ou Radio Classique et européennes telles que la Radio Suisse Romande ou DRS2 (Suisse), WDR ou Deutschlandfunk (Allemagne), Klara Radio (Belgique) ou ORF ö1 (Autriche).

## Discographie
- Johann Georg Pisendel & Florentine Mulsant, Sonate pour violon seul en la mineur et Sonate de concert pour violon seul, op. 45 et Suite pour violon seul, op. 50, chez Maguelone (2018)
- Heinrich Ignaz Franz von Biber, Sonates du Rosaire, chez Aeolus[3] (2015).
- Mozart & Beethoven, Sonates pour pianoforte & violon, chez Alpha (2011)
- Nicola Matteis, Ayrs for the violin, chez Alpha (2010)
- Johann Heinrich Schmelzer, Sonatae a violino solo, chez Alpha (2007)
- Jean-Sébastien Bach, Sei Solo a Violino senza Basso accompagnato - I, chez Alpha (2006)
- Jean-Sébastien Bach, Sei Solo a Violino senza Basso accompagnato - II, chez Alpha (2005)
- Giovanni Stefano Carbonelli, Sonates pour violon et basse continue, chez Alpha (2003)
- Ignazio Albertini, Sonates pour violon & basse continue, chez Alpha (2002)
- Jean-Sébastien Bach, Pièces pour violon & basse continue, chez Alpha (2000)
- Marco Uccellini, Œuvres pour violon, chez Christophorus (1999)